# Ctenomys steinbachi
Espèce
Statut de conservation UICN

 LC  : Préoccupation mineure
Ctenomys steinbachi est une espèce faisant partie des rongeurs de la famille des Ctenomyidae. Ce rongeur est endémique de Bolivie, en Amérique du Sud. Comme les autres membres du genre Ctenomys, appelés localement des tuco-tucos, c'est un petit mammifère bâti pour creuser des terriers.
L'espèce a été décrite pour la première fois en 1907 par le zoologiste britannique Michael Rogers Oldfield Thomas (1858-1929).